# Кубок европейских чемпионов по волейболу среди женщин 1969/1970
10-й розыгрыш Кубка европейских чемпионов по волейболу среди женщин проходил с 10 января по 18 июня 1970 года с участием 17 клубных команд стран-членов Европейской комиссии волейбола (ЕКВ). Победителем турнира в 6-й раз в своей истории и в 3-й раз подряд стала советская команда «Динамо» (Москва).

## Команды-участницы
| Страна       | Команда                      |                                           |
| ------------ | ---------------------------- | ----------------------------------------- |
| Австрия      | «Блау-Гельб» (Вена)          | Чемпион Австрии 1969                      |
| Албания      | «17 Нентори» (Тирана)        | Чемпион Албании 1969                      |
| Болгария     | «Академик» (София)           | Чемпион Болгарии 1969                     |
| Венгрия      | НИМ ШЕ (Будапешт)            | Чемпион Венгрии 1969                      |
| ГДР          | «Динамо» (Берлин)            | Чемпион ГДР 1969                          |
| Израиль      | «Хапоэль» (Ха-Мапил)         | Чемпион Израиля 1969                      |
| Италия       | «Фини» (Модена)              | Чемпион Италии 1969                       |
| Нидерланды   | «Хааг’68» (Гаага)            | Чемпион Нидерландов 1969                  |
| Польша       | «Висла» (Краков)             | Чемпион Польши 1969                       |
| Португалия   | «Бенфика» (Лиссабон)         | Чемпион Португалии 1969                   |
| СССР         | «Динамо» (Москва)            | победитель розыгрыша Кубка чемпионов 1969 |
| СССР         | ЦСКА (Москва)                | Чемпион СССР 1969                         |
| Турция       | «Фенербахче» (Стамбул)       | Чемпион Турции 1969                       |
| Франция      | «Пари ЮК» (Париж)            | Чемпион Франции 1969                      |
| ФРГ          | «Ганновер» (Ганновер)        | Чемпион ФРГ 1969                          |
| Чехословакия | «Татран-Стржешовице» (Прага) | Чемпион Чехословакии 1969                 |
| Швейцария    | «Уни» (Базель)               | Чемпион Швейцарии 1969                    |
| Югославия    | «Црвена Звезда» (Белград)    | Чемпион Югославии 1969                    |

## Система проведения розыгрыша
В турнире принимали участие команды 16 стран-членов ЕКВ (16 чемпионов своих стран и московское «Динамо» в качестве действующего обладателя Кубка). На всех стадиях розыгрыша применялась система плей-офф.
Жеребьёвка соревнований прошла 12 ноября 1969 года в Варшаве (Польша).

## 1-й раунд
10—17.01.1970
 «Хааг’68» (Гаага) —  «Уни» (Базель)
10 января. 3:0 (15:12, 15:2, 15:9).
15 января. 3:1 (12:15, 15:10, 15:8, 15:3).
 «Блау-Гельб» (Вена) —  «Бенфика» (Лиссабон)
10 января. 3:1 (15:4, 12:15, 15:9, 16:14).
17 января. 0:3 (6:15, 8:15, 3:15).
От участия в 1-м раунде освобождены:
| «17 Нентори» (Тирана) «Академик» (София) НИМ ШЕ (Будапешт) «Динамо» (Берлин) «Хапоэль» (Ха-Мапил) «Фини» (Модена) «Висла» (Краков) | «Динамо» (Москва) ЦСКА (Москва) «Фенербахче» (Стамбул) «Пари ЮК» (Париж) «Ганновер» «Татран-Стржешовице» (Прага) «Црвена Звезда» (Белград) |

## 1/8-финала
7—28.02.1970
 «Фини» (Модена) —  «Динамо» (Москва)
7 февраля. 0:3 (10:15, 1:15, 0:15).
8 февраля. 0:3 (1:15, 5:15, 7:15). Оба матча прошли в Модене.
 «Хааг’68» (Гаага) —  «Висла» (Краков)
18 февраля. 1:3 (2:15, 0:15, 15:12, 6:15).
25 февраля. 0:3 (11:15, 6:15, 8:15).
 «Бенфика» (Лиссабон) —  «Татран-Стржешовице» (Прага)
10 февраля. 0:3 (5:15, 8:15, 1:15).
16 февраля. 0:3 (0:15, 7:15, 0:15).
 «Ганновер» —  «Пари ЮК» (Париж) 
14 февраля. 3:0 (15:6, 15:12, 17:15).
28 февраля. 3:1.
 «Динамо» (Берлин) —  ЦСКА (Москва)
9 февраля.0:3 (1:15, 12:15, 8:15).
12 февраля. 0:3 (8:15, 1:15, 9:15).
 «Академик» (София) —  «Фенербахче» (Стамбул)
Отказ «Академика».
 «17 Нентори» (Тирана) —  НИМ ШЕ (Будапешт)
7 февраля. 0:3.
22 февраля. 0:3.
 «Хапоэль» (Ха-Мапил) —  «Црвена Звезда» (Белград)
 ?:?
 ?:?

## Четвертьфинал
13.03—5.04.1970
 «Висла» (Краков) —  «Динамо» (Москва)
19 марта. 0:3 (9:15, 3:15, 9:15).
4 апреля. 0:3 (5:15, 10:15, 9:15).
 «Ганновер» —  «Татран-Стржешовице» (Прага)
13 марта. 0:3 (9:15, 6:15, 3:15).
14 марта. 1:3 (10:15, 15:6, 4:15, 12:15). Оба матча прошли в Ганновере.
 ЦСКА (Москва) —  «Фенербахче» (Стамбул)
15 марта.3:0 (15:3, 15:7, 15:8).
5 апреля. 3:0 (15:0, 15:1, 15:3).
 НИМ ШЕ (Будапешт) —  «Црвена Звезда» (Белград)
 ?:?
 ?:?

## Полуфинал
12.04—10.05.1970
 «Татран-Стржешовице» (Прага) —  «Динамо» (Москва)
12 апреля. 0:3.
19 апреля. 1:3 (9:15, 15:13, 7:15, 1:15).
 ЦСКА (Москва) —  НИМ ШЕ (Будапешт)
5 мая.3:2 (15:8, 13:15, 12:15, 15:11, 15:12).
10 мая. 0:3 (14:16, 4:15, 5:15).

## Финал
июнь 1970
 НИМ ШЕ (Будапешт) —  «Динамо» (Москва)
11 июня. 1:3 (13:15, 15:17, 15:10, 12:15).
18 июня. 0:3.

## Итоги

### Положение команд
| «Динамо» (Москва) |
| НИМ ШЕ (Будапешт) |

#### Призёры
«Динамо» (Москва):  Лариса Андронова, Марионна Батутите, Людмила Булдакова, Ирина Ефремова, Марита Катушева, Лариса Петренко, Антонина Рыжова, Роза Салихова, Нина Смолеева, Эльвира Толкачёва, Любовь Тюрина (Евтушенко), Зоя Юсова. Тренер — Гиви Ахвледиани.
  НИМ ШЕ (Будапешт): Луция Банхедь-Радо, Илона Бузек-Маклари, Каталин Штейнер-Папп, Эва Салаи-Шёбек, Юдит Герхардт-Кишш, Каталин Халас-Марчиш, Эмёке Энекеш, Каршаи, Данча, Шварцберг. Тренер — Габор Эра.